# Zlatan Arnautović
Zlatan Arnautović (2 settembre 1956) è un ex pallamanista serbo, fino al 1992 jugoslavo.

## Palmarès

### Olimpiadi
- 1 medaglia:
  - 1 oro (Los Angeles 1984)